# Гендерна психологія
Гендерна психологія — напрямок психологічного знання, що вивчає характеристики гендерної ідентичності, які визначають соціальну поведінку людей залежно від їх статевої чи гендерної приналежності. Акцент у психологічних дослідженнях цієї галузі знання зроблений на порівняльному вивченні особистісних характеристик людей чоловічої і жіночої статі.

## Основні поняття
Ґендер — соціальна стать, що визначає поведінку людини в суспільстві і те, як ця поведінка сприймається. Це ті гендерні особливості поведінки, які визначають ставлення з іншими людьми: друзями, колегами по роботі, за місцем навчання, батьками, випадковими перехожими і т. д[джерело?].
Маскулінність — комплекс характерологічних особливостей, традиційно приписуваних чоловікам, таких як сила, агресивність, жорстокість, низька емоційність, ініціативність тощо.
Фемінність — категорія, що містить сукупність якостей, очікуваних від жінки, таких як: емоційність, вразливість, беззахисність, крихкість, що викликають у чоловіка бажання оберігати і захищати.
Андрогінність — явище, при якому людина проявляє одночасно (необов'язково в рівній мірі) і жіночі і чоловічі якості; психологічна андрогінність виявляється за високими показниками одночасно за шкалами маскулінності і фемінності; андрогінність у зовнішньому вигляді є поєднанням чоловічих і жіночих ознак іміджу, стилю одягу, спілкування, невербальної поведінки тощо.
Гендерний стереотип — сформовані в культурі узагальнені уявлення (переконання) про те, якими рисами володіють, як насправді поводяться або повинні поводитися чоловіки і жінки.
Гендерна роль - приписуваний сценарій поведінки залежно від статі, очікувана соціальна норма, нав'язувана у процесі соціалізації, відхилення від якої карається соціальними санкціями. 

## Дослідницька методологія
Статеворольовий підхід, в рамках якого жіночі та чоловічі ролі визнаються рівнозначними, хоч і різними за змістом. Основною підставою є не очевидне визнання біологічного визначення ролей, опора йде на психоаналітичне уявлення про вродженість чоловічої або жіночої сутності в людині. При аналізі детермінант статевих відмінностей розглядаються як біологічні, так і соціокультурні чинники, причому всі соціокультурні впливи задані умовами гендерної соціалізації.
Для основної маси досліджень характерний єдиний методологічний прийом, що полягає у виділенні двох груп досліджуваних різної статі та діагностиці конкретних психологічних характеристик з метою порівняння їх між собою. При цьому використовуються традиційні психологічні методи та методики. Переважна кількість вітчизняних гендерно-орієнтованих досліджень можуть бути віднесені до цієї групи.

## Перспективні дослідження
Перспективними дослідженнями в рамках гендерної психології є: 
- спрямовані не на пошук відмінностей в психологічних характеристиках та особливостях поведінки чоловіків і жінок, а на пошук їх психологічної подібності, на відміну від радянської парадигми диференціальної психології;
- вивчення продуктивних стратегій і тактик поведінки чоловіків і жінок у подоланні традиційних гендерних стереотипів,
- аналіз особистісних передумов успішної самореалізації жінок в професійній сфері, а чоловіків в сімейній.

Реалізація таких досліджень можлива за умови переорієнтації на інші методологічні підстави розвитку психологічної галузі науки, тоді, коли домінуючою для гендерної психології стане не методологія статеворольового підходу. До того розвиток гендерної психології буде характеризуватися лише накопиченням суми фактів без можливості їх узагальнення і структурування в нові концептуальні моделі і схеми.